# Залог при Моравчах
Залог при Моравчах (словен. Zalog pri Moravčah) је насељено место у општини Моравче, Средњесловенска регија, Словенија.

## Историја
До територијалне реорганизације у Словенији био је у саставу старе општине Домжале.

## Популација
У попису становништва из 2011. Залог при Моравчах је имао 182 становника.
| Број становника према пописима | Број становника према пописима | Број становника према пописима |
| ------------------------------ | ------------------------------ | ------------------------------ |
| 1991                           | 2002                           | 2011                           |
| 142                            | 162                            | 182                            |

Напомена: Године 1952. повећана за насеља Вахтенберг и Учак која су укинута.